# Trafficante di virus
Trafficante di virus è un film del 2021 diretto da Costanza Quatriglio.
Il film è liberamente ispirato al libro di Ilaria Capua Io, trafficante di virus del 2017.

## Trama
Viene raccontata la storia della ricercatrice Irene Colli, salita alla ribalta per aver reso di dominio pubblico la sequenza genica del virus dell'aviaria. Verrà accusata di aver diffuso intenzionalmente il virus dell'aviaria e di aver ceduto il virus alle aziende farmaceutiche per poter sviluppare i vaccini. Travolta dal clamore mediatico dell'inchiesta giornalistica, quando l'indagine giudiziaria era ormai finita nel dimenticatoio già da parecchio tempo, Irene Colli darà le dimissioni da deputata e tornerà a lavorare all'estero prima della conclusione del processo.

## Distribuzione
Il film è uscito al cinema il 29 novembre 2021 prima di essere distribuito su Amazon Prime Video dal 13 dicembre.